# 內水

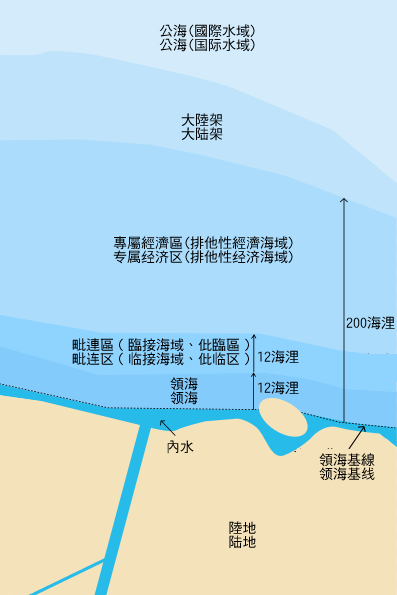
內水

內水（英語：Internal waters），為海洋法重要概念之一。根據1982年《聯合國海洋法公約》確認，內水是一國領土之一部份。
一個主權國家對其內水有完全之司法管轄權，外國船隻在領海中允許的無害通過權，在內水是不允許的。根據1982年聯合國海洋法公約的規定，領海從領海基線起劃，即所在沿岸國的內水或海岸低潮線的連接。低潮線到永久暴露之岸邊裸土的距離並無具體規定，理論上是無限制的。但低潮線到高潮線間規則性暴露於水上的的區域不得多於12海浬。
由一國領土完全包圍的封閉性湖、河、內海，皆為內水。海岸邊緣沿岸國所屬島嶼外緣，與海岸國海岸的連接線內側屬於內水。注入海中的河流河口，其靠岸邊一側的注口連線內側也算內水。由內水起算12海浬，為領海。
「海灣」另有特別規定。所謂灣乃指兩地岬（即海岸端突出之土地端點）所圈圍的大於半圓的水域。若此水域離陸皆不超過24海浬，則全部視為內水。假如「灣」的開口廣闊，則靠陸一側低潮線連成的24海浬以內，視為內水。由內水起算再12海浬，為領海。（即低潮線到36海浬的外海，沿岸國有完全之主權管轄權。）